# Что случилось прошлой ночью (фильм, 2014)
«Что случи́лось про́шлой ночью» (англ. About Last Night) — американская романтическая комедия 2014 года режиссёра Стива Пинка с Кевином Хартом, Майклом Или, Реджиной Холл и Джой Брайант в главных ролях. Является ремейком одноимённого фильма 1986 года. Премьера в США состоялась 14 февраля 2014 года.

## Сюжет
История о двух парах, которые держат путь из бара в спальню, и оказываются подвергнуты испытанию в реальном мире.

## В ролях
| Актёр                | Роль               |
| -------------------- | ------------------ |
| Кевин Харт           | Бёрни              |
| Майкл Или            | Дэнни              |
| Реджина Холл         | Джоан              |
| Джой Брайант         | Дебби              |
| Кристофер Макдональд | Кейси Макнил       |
| Адам Родригес        | Стивен Талер       |
| Джо Ло Трульо        | Райан Келлер       |
| Пола Паттон          | Элисон             |
| Террелл Оуэнс        | в роли самого себя |
| Дэвид Гринман        | Исаак              |
| Брайан Коллен        | Трент              |
| Мехкад Брукс         | Дерек              |